# ز من نگارم
«ز من نگارم» نام تصنیفی است با شعر محمدتقی بهار (۱۲۶۵–۱۳۳۰ ه‍.خ) و آهنگی از درویش‌خان (۱۲۵۱–۱۳۰۵ ه‍.خ). این تصنیف با مضمونی عاشقانه آغاز می‌شود اما در ادامه محتوای سیاسی و اجتماعی پیدا می‌کند.  این تصنیف اولین بار توسط حسین طاهرزاده در گراند هتل اجرا شد و بعداً قمر الملوک وزیری نیز آن را اجرا کرد.
موسیقی تصنیف  در دستگاه ماهور است و با کمک گوشهٔ دلکش از دستگاه شور نیز گذر می‌کند. از این تصنیف اجراهای متعددی نیز وجود دارد که اجرای محمدرضا شجریان در آلبوم آهنگ وفا و اجرای نصرالله ناصح‌پور در آلبوم به یاد درویش خان از آن‌جمله‌اند.

## درون‌مایه
این تصنیف با مضمونی عاشقانه شروع می‌شود، اما در ادامه درون‌مایهٔ سیاسی و اجتماعی پیدا می‌کند و شاعر در آن با اشاره به وضع سیاه جامعهٔ ایران در اواخر قاجاریه، راه حل را در استقامت و انتظام مردم می‌یابد.

### شعر
شعر این تصنیف در قالب یک غزل سروده شده و دارای وزن عروضی است، اگر چه در زمان اجرا گاهی واژه‌هایی همچون «حبیبم» و «عزیز من آی» نیز لابه‌لای شعر اضافه خوانده می‌شود. متن ترانهٔ این تصنیف به این قرار است:
| ز من نگارم خبرم ندارد            |  | به حال زارم نظر ندارد   |
| خبر ندارم من از دل خود           |  | دل من از من خبر ندارد   |
| کجا رود دل که دلبرش نیست         |  | کجا پرد مرغ که پر ندارد |
| امان از این عشق، فغان از این عشق |  | که غیر خونِ جگر ندارد    |
| همه سیاهی، همه تباهی             |  | مگر شب ما سحر ندارد     |
| بهارِ مُضطَر، منال دیگر             |  | که آه و زاری اثر ندارد  |
| جز انتظام و جز استقامت           |  | وطن علاجی دگر ندارد     |
| ز هر دو سر بر سرش بکوبند         |  | کسی که تیغِ دو سر ندارد  |

### موسیقی
ضرب‌آهنگ این قطعه شش هشتم است و ملودی آن در دستگاه ماهور ساخته شده‌است. شروع شعر تصنیف («ز من نگارم ...») بر درجهٔ پنجم ماهور قرار دارد که به گوشه‌های «خسروانی» و «ماهور صغیر» از دستگاه ماهور شباهت دارد و در مصراع «کجا رود دل ...» ملودی به گوشهٔ خسروانی نزدیک‌تر می‌شود. مصراع «امان از این عشق ...» مصادف است با پرده‌گردانی موسیقی به دستگاه شور از طریق گوشهٔ دلکش ولی در بیت بعد دوباره به ماهور فرود می‌کند. این الگوی ملودیک در بیت‌های بعدی نیز تکرار می‌شود.

## اجراها
موسیقی این تصنیف را درویش‌خان در دستگاه ماهور ساخته‌است. این تصنیف اولین بار توسط حسین طاهرزاده در گراند هتل اجرا شد و بعداً قمر الملوک وزیری نیز آن را اجرا کرد.
اجراهای متعدد دیگری از این تصنیف وجود دارد که برخی از آنها از این قرار هستند:
- علیرضا افتخاری در آلبوم سرمستان (۱۳۷۳) این تصنیف را خوانده‌است.[۷]
- محمدرضا شجریان این تصنیف را در آلبوم‌های گلبانگ شجریان ۱ (۱۳۵۶) و آهنگ وفا (۱۳۷۸) اجرا کرده‌است.[نیازمند منبع] وی این تصنیف را از عبدالله دوامی فراگرفته بود.[۸]
- در آلبوم به یاد درویش‌خان (۱۳۷۲) از محمدرضا لطفی این تصنیف با آواز نصرالله ناصح‌پور اجرا شده‌است.[۹]
- در مجموعه‌ای از اسناد مرتبط با خیمه‌شب‌بازی که احمدرضا احمدی در اختیار فصلنامهٔ تئاتر گذاشته بود و خود، کپی کتابی هستند که در ۱۳۰۷ ه‍.خ منتشر شده، به اجرای این تصنیف در ابتدای یکی از نمایش‌های خیمه‌شب‌بازی اشاره شده‌است.[۱۰]
- مهران مدیری از این تصنیف در موسیقی عنوان‌بندی گنج مظفر استفاده کرده‌است.[نیازمند منبع]